# Norges Energi
Norges Energi, av företaget skrivet NorgesEnergi, är ett elbolag inom den norska koncernen Hafslund ASA och är Norges största lågprisaktör. Norges Energi är ett systerbolag till Hafslunds svenska motsvarighet Sveriges Energi. 